# Ctenotus nigrilineatus
Ctenotus nigrilineatus (тонкосмугий гребневухий сцинк) — вид сцинкоподібних ящірок родини сцинкових (Scincidae). Ендемік Австралії. Вид названий на честь німецького антрополога Моріца фон Леонарді.

## Поширення і екологія
Тонкосмугі гребневухі сцинки поширені у внутрішніх районах Пілбари у Західній Австралії. Вони живуть на гравійних рівнинах, порослих спінніфексом, поблизу струмків.